# Stylogyne laxiflora
Stylogyne laxiflora är en viveväxtart som först beskrevs av George Bentham, och fick sitt nu gällande namn av Carl Christian Mez. Stylogyne laxiflora ingår i släktet Stylogyne och familjen viveväxter. Inga underarter finns listade i Catalogue of Life.